# Фредериксборгская лошадь
Фредериксборгская (да́тская) — порода домашних лошадей. Известна с конца XVI века, является старейшей датской породой. Название получила от названия замка Фредериксборг, в котором находился королевский конный завод. Порода имела большое значение в период XVII—XIX веков, в это время лошади этой породы активно экспортировались из Дании для формирования и улучшения местных пород лошадей многих стран. Эти лошади также ввозились в Россию на Хреновской конный завод для метизации битюгских кобыл.
Лошади фредериксборгской породы активно использовались как верховые, упряжные и в военном деле. В процессе индустриализации XIX века необходимость в лошадях этой породы снизилась, в результате чего численность популяции упала. В настоящее время лошадей этой породы используют главным образом в верховой езде.
Современная популяция фредериксборгской породы содержит примеси других пород лошадей. Точная численность популяции неизвестна. По оценкам, на начало XXI века существует около 160—300 кобыл, способных к размножению.
Масть этих лошадей гнедая, хвост и грива обычно светлее, есть белые пятна на ногах и голове. Тело пропорционально и хорошо сложено.